# Okrug Järva
Okrug Järva (est. Järva maakond, njem. Jerwen, lat. Jervia) ili kraće Järva jedan je od 15 estonskih okruga. Ovaj okrug nalazi u središnjem dijelu zemlje.
U okrugu živi 36.130 ljudi što čini 2,7% ukupnog stanovništva Estonije (siječanj 2009.)
Glavni grad okruga je jedina urbana općina Paide. Postoji još 11 ruralnih općina.

## Vanjske poveznice
- Službene stranice okruga – (na estonskom)